# Хафиз Осман
Хафи́з Осма́н (осман. حافظ عثمان‎ совр. турецкий: Hâfız Osman; 1642—1698) — османский мастер каллиграфии.

## Биография
Хафиз Осман был дервишем и исламским каллиграфом. Он родился в Стамбуле. Он был учителем султанов Ахмеда II, Мустафы II и Ахмеда III, и пользовался большим уважением у султана  Мустафы II, который, согласно легенде, часто наблюдал за его работой и держал чернильницу, пока он писал
.
Хафизу Осману приписывают создание хилье. Хилья — это каллиграфическая панель, содержащая хадис, в котором описывается внешность пророка Мухаммада. Хафиз Осман встраивал такие тексты, которые были популярны в течение некоторого времени, в формальный дизайн, который вскоре стал стандартом для этого вида искусства. Хильи стали использоваться в качестве украшения стены или поверхности украшений, выполняя такие же функции, как и образные картины в других религиозных традициях. В то время как они содержали конкретное и художественно привлекательное описание внешнего вида пророка Мухаммада, они соблюдали запреты против образного изображения Пророка, оставив его внешность в воображении зрителя.
Хафизу Осману также приписывают активизации традиции шейха Хамдуллаха, в особенности с вновь вводящее целый ряд рукописных шрифтов, которые уже вышли из употребления. Среди его сохранившихся работ копии Корана, хранящиеся в музее библиотеки Топкапы в Стамбуле, и коллекции Нассера Д. Халили. Рукописи Корана, написанные рукой Османа, были одними из самых востребованных в свое время.

## Работы

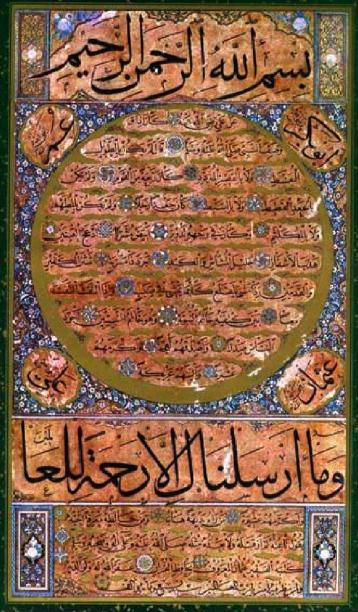
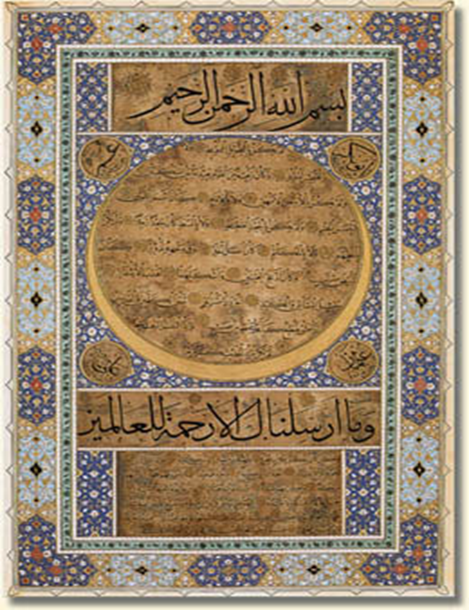
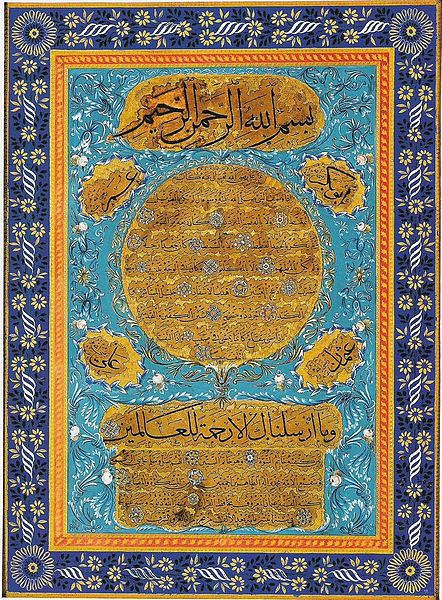